# 무라타 유스케
무라타 유스케(일본어: 村田 雄介 무라타 유우스케[*] 1978년 7월 4일 - )는 일본 구마모토현 출신의 만화가이다. 대표작은 "아이실드 21"("주간 소년 점프")이다.

## 내력・인물
기혼자. 결혼식 때는, 친분이 있는 수많은 만화가에게서 축사를 권말 코멘트로 전달 받았다.

## 수상
- 1995년 - 제 122회 (4월) 홉 스텝 상 입선 ("파트너")
- 1998년 - 제 51회 아카츠카 상 준 입선 ("추운 이야기")

## 작품
- Partner(パートナー) (1995)
- Samui Hanashi(さむいはなし}} (1998)
- Kaitō Colt(怪盗COLT}} (2002)
- 아이실드 21(アイシールド21) (one-shot with en:Riichiro Inagaki; 2002)
- Eyeshield 21 (series with Riichiro Inagaki ; 2002–2009)
- Madofuki Park(窓ふきパルク) (2008)
- en:Hetappi Manga Kenkyūjo R(ヘタッピマンガ研究所R}} (2008–2010)
- Blust! (2009)
- Minds(マインズ) (2010)
- Donten Prism Solar Car(曇天・プリズム・ソーラーカー) (with en:Yasuo Ōtagaki; 2010–2011)
- Dotō no Yūshatachi(怒涛の勇者達) (with One; 2012)
- Dangan Tenshi Fan Club(弾丸天使ファンクラブ) (with One; 2012)
- 원펀맨(ワンパンマン (with One; 2012–ongoing)
- Gokiburi Buster(ゴキブリバスター) (2015)